# John Hopcroft
John Edward Hopcroft (n. 7 octombrie 1939, Seattle, Washington, SUA) este un informatician american. În 1984, a primit Premiul Turing împreună cu Robert Tarjan, pentru realizări în domeniul proiectării și analizei structurilor de date și algoritmilor.
1. ↑  CONOR.SI[*] Verificați valoarea |titlelink= (ajutor)
2. ↑  IdRef, accesat în 20 mai 2020
3. ↑   https://awards.acm.org/fellows/award-recipients, accesat în 23 iunie 2024 Lipsește sau este vid: |title= (ajutor)
4. ↑   https://www.siam.org/prizes-recognition/fellows-program/all-siam-fellows, accesat în 17 iulie 2021 Lipsește sau este vid: |title= (ajutor)